# Trappola strutturale

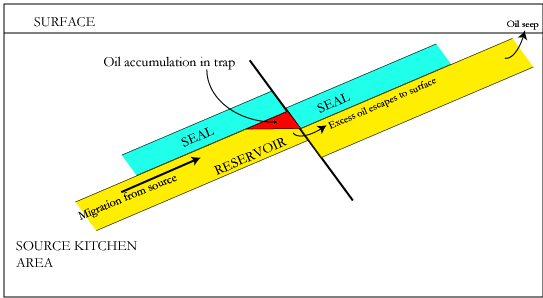
Tipica trappola strutturale causata da faglia che ha posto a contatto un reservoir poroso e permeabile contro un livello impermeabile che funge da copertura del reservoir. Il petrolio (mostrato in rosso) si accumula al disotto del livello poroso.

Con il termine trappola strutturale si indica un tipo di struttura geologica, di solito prodotta da una faglia o da una anticlinale, che costituisce la struttura tipica dei giacimenti di idrocarburi.

## Descrizione
Si tratta in particolare di un tipo di struttura positiva che, grazie alla sua conformazione e alla presenza di una copertura impermeabile, solitamente uno strato argilloso, interrompe la migrazione degli idrocarburi dalla roccia madre verso gli strati più superficiali della crosta terrestre e ne consente l'accumulo nelle porosità della roccia, detta roccia serbatoio, creando pertanto un giacimento spesso economicamente sfruttabile.
Al di sotto della trappola strutturale si accumulano pertanto gli idrocarburi, che non possono proseguire la loro migrazione verso la superficie, quasi sempre con una stratificazione di fluidi caratteristica: costituita da depositi di gas naturale nella parte superiore e di idrocarburi liquidi nella parte inferiore; al di sotto dello strato mineralizzato a idrocarburi liquidi viene solitamente a formarsi uno strato di acqua.
Le trappole strutturali sono state le prime strutture di accumulo di idrocarburi a essere riconosciute, analizzate e interpretate e la geologia degli idrocarburi è nata, agli inizi del secolo scorso, sostanzialmente con l'inizio della attività esplorativa dedicata sistematicamente alla scoperta di questo tipo di trappole.

## Bibliografia

Schema di trappola strutturale anticlinalica
Schema di trappola faglia